# Iso Mäntysaari (ö i Mellersta Finland, Keuruu)
Iso Mäntysaari med Pieni Mäntysaari är en ö i Finland. Den ligger i sjön Iso Liesijärvi och i kommunen Muldia i den ekonomiska regionen  Keuru ekonomiska region  och landskapet Mellersta Finland, i den centrala delen av landet, 250 km norr om huvudstaden Helsingfors. Öns area är 2,2 hektar och dess största längd är 300 meter i sydväst-nordöstlig riktning. Pieni Mäntysaari, som är den västliga delen har vägförbindelse med land.